# Protoribates longiuscula
Protoribates longiuscula är en kvalsterart som först beskrevs av Koch 1841.  Protoribates longiuscula ingår i släktet Protoribates och familjen Protoribatidae. Inga underarter finns listade i Catalogue of Life.